# Revival of Evangelion
Revival of Evangelion (jap. Revival of Evangelion: Death(true)²/Air/まごころを、君に  Revival of Evangelion: Death(true)²/Air/Magokoro o, kimi ni) – połączenie dwóch filmów związanych z  anime Neon Genesis Evangelion: Death(true)² i End of Evangelion.

## Death(true)²
Pierwsza część, Death, była pierwotnie wydana jako pierwsza część filmu Shin seiki Evangelion gekijōban Death & Rebirth. Death składa się z 60-minutowej edycji serialu telewizyjnego Neon Genesis Evangelion, zawierającej również przerobione i niektóre nowe sceny. Wersja użyta w filmie Revival of Evangelion, zwana Death(true)² to przerobiona oryginalna część Death, w której nie ma niektórych nowych scen z wersji reżyserskiej. Druga połowa filmu, Rebirth, składa się z pierwszej części End of Evangelion, drugiego z filmów dotyczących Evangeliona.

## Air/Magokoro o, kimi ni
Druga część filmu Revival, Air/Magokoro o, Kimi ni, to właściwie film End of Evangelion. The End of Evangelion prezentuje alternatywne zakończenie serialu telewizyjnego.